# Подоння (УНР)
Подоння — земля Української Народної Республіки. Адміністративно-територіальна одиниця найвищого рівня. Земський центр — місто Острогозьк.
Заснована 6 березня 1918 року згідно з Законом «Про адміністративно-територіальний поділ України», що був ухвалений Українською Центральною Радою.
Скасована 29 квітня 1918 року гетьманом України Павлом Скоропадським, що повернув старий губернський поділ часів Російської імперії.

## Опис
До землі мали увійти Новооскільський повіт, Бірюцький повіт, Острогозький повіт, Богучарський повіт, частини Корочанського й Старобільського повітів Курської і Воронезької губерній.